# Jehlice trnitá
Jehlice trnitá (Ononis spinosa) je polokeř z čeledi bobovité, známý také pod lidovým názvem babí hněv. Dorůstá do výšky okolo 60 cm, má růžové květy motýlovitého tvaru. Kvete v červenci a srpnu. Dolní listy jsou trojčetné, horní jednoduché s palisty a drobně zoubkovanou čepelí. Plodem je vejčitý lusk, obsahující jedno až tři semena.
Roste v mírném pásu Evropy do nadmořské výšky 1500 metrů, na suchých loukách, pastvinách, křovinatých stráních, úhorech, železničních náspech apod. V ČR je častá v termofytiku a teplejším mezofytiku. Má ráda teplá stanoviště a půdu s obsahem vápence. Na pastvinách bývá nežádoucí pro své nepříjemné trny.
V lidovém léčitelství je kořen jehlice pro své močopudné účinky používán při chorobách látkové výměny. Kořen obsahuje okolo 0,2 % silic (flavonoidy, saponin ononid). Ve středověku sloužily nasolené mladé výhonky jehlice jako potravina. Odvar z květů se také používal k barvení vlny.